# ファイエット郡 (ウェストバージニア州)
ファイエット郡（英: Fayette County）は、アメリカ合衆国ウェストバージニア州の南部に位置する郡である。2010年国勢調査での人口は46,039人であり、2000年の47,579人から3.2%減少した。郡庁所在地はファイエットビル町（人口2,892人）であり、同郡で人口最大の都市はオークヒル市（人口7,730人）である。

## 歴史
ファイエット郡は1831年2月28日に成立したバージニア州議会の法により設立され、郡域はグリーンブライア郡、カナー郡、ニコラス郡、ローガン郡のそれぞれ一部が合された。郡名はアメリカ独立戦争のときに大陸軍を支援して重要な役割を演じたラファイエット侯爵に因んで名付けられた。バージニア州にそれ以前にファイエット郡があったが、ケンタッキー州を創るときに移管されていた。バージニア州の記録では、1780年から1792年にファイエット郡があり、1831年から1863年まで別のファイエット郡があったことになっている。どちらもラファイエット侯爵に因む命名だったが、現在のバージニア州にはファイエット郡が無い。
1850年、郡領域のかなりの部分が削られ、ローリー郡が設立された。ファイエット郡は、南北戦争中にバージニア州から分離しウェストバージニア州の設立に加わった50郡の1つである。1871年、ウェストバージニア州議会がファイエット郡の小部分をサマーズ郡の設立に使った。
1900年3月郡内のレッドアッシュで炭鉱の大事故が起き、46人の坑夫が死亡した。

## 地理
アメリカ合衆国国勢調査局に拠れば、郡域全面積は668平方マイル (1,730.1 km2)であり、このうち陸地664平方マイル (1,719.8 km2)、水域は4平方マイル (10.4 km2)で水域率は0.66%である。オークヒルの南西にある貯水池プラムオーチャード湖は州内第2の大きさの湖である。

### 主要高規格道路
- 州間高速道路64号線/州間高速道路77号線
- アメリカ国道19号線
- アメリカ国道60号線
- ウェストバージニア州道16号線
- ウェストバージニア州道39号線
- ウェストバージニア州道41号線
- ウェストバージニア州道616号線
- ウェストバージニア州道612号線

### 隣接する郡
- ニコラス郡 - 北
- グリーンブライア郡 - 東
- サマーズ郡 - 南東
- ローリー郡 - 南
- カナー郡 - 西

### 国立保護地域
- ゴーリー川国立レクリエーション地域（部分）
- ニュー川峡谷国立河川（部分）

## 人口動態
以下は2000年国勢調査による人口統計データである。
| 基礎データ - 人口: 47,579人 - 世帯数: 18,945 世帯 - 家族数: 13,128 家族 - 人口密度: 28人/km2（72人/mi2） - 住居数: 21,616軒 - 住居密度: 13軒/km2（33軒/mi2） 人種別人口構成 - 白人: 92.74% - アフリカン・アメリカン: 5.57% - ネイティブ・アメリカン: 0.27% - アジア人: 0.30% - 太平洋諸島系: 0.04% - その他の人種: 0.15% - 混血: 0.93% - ヒスパニック・ラテン系: 0.68% 年齢別人口構成 - 18歳未満: 21.7% - 18-24歳: 9.6% - 25-44歳: 27.1% - 45-64歳: 25.1% - 65歳以上: 16.4% - 年齢の中央値: 40歳 - 性比（女性100人あたり男性の人口） - 総人口: 98.2 - 18歳以上: 94.7 | 世帯と家族（対世帯数） - 18歳未満の子供がいる: 29.0% - 結婚・同居している夫婦: 52.1% - 未婚・離婚・死別女性が世帯主: 13.2% - 非家族世帯: 30.7% - 単身世帯: 26.9% - 65歳以上の老人1人暮らし: 13.4% - 平均構成人数 - 世帯: 2.41人 - 家族: 2.89人 収入と家計 - 収入の中央値 - 世帯: 24,788米ドル - 家族: 30,243米ドル - 性別 - 男性: 28,554米ドル - 女性: 18,317米ドル - 人口1人あたり収入: 13,809米ドル - 貧困線以下 - 対人口: 21.7% - 対家族数: 18.2% - 18歳未満: 31.9% - 65歳以上: 13.7% |

## 都市と町

### 法人化市と町
| - アンステッド町 - ロックゲリー - ファイエットビル町 - 郡庁所在地 - ゴーリーブリッジ町 - メドウブリッジ町 - モンゴメリー市（部分） | - マウントホープ市 - オークヒル市 - パックス町 - スミザーズ市（部分） - サーモンド町 |

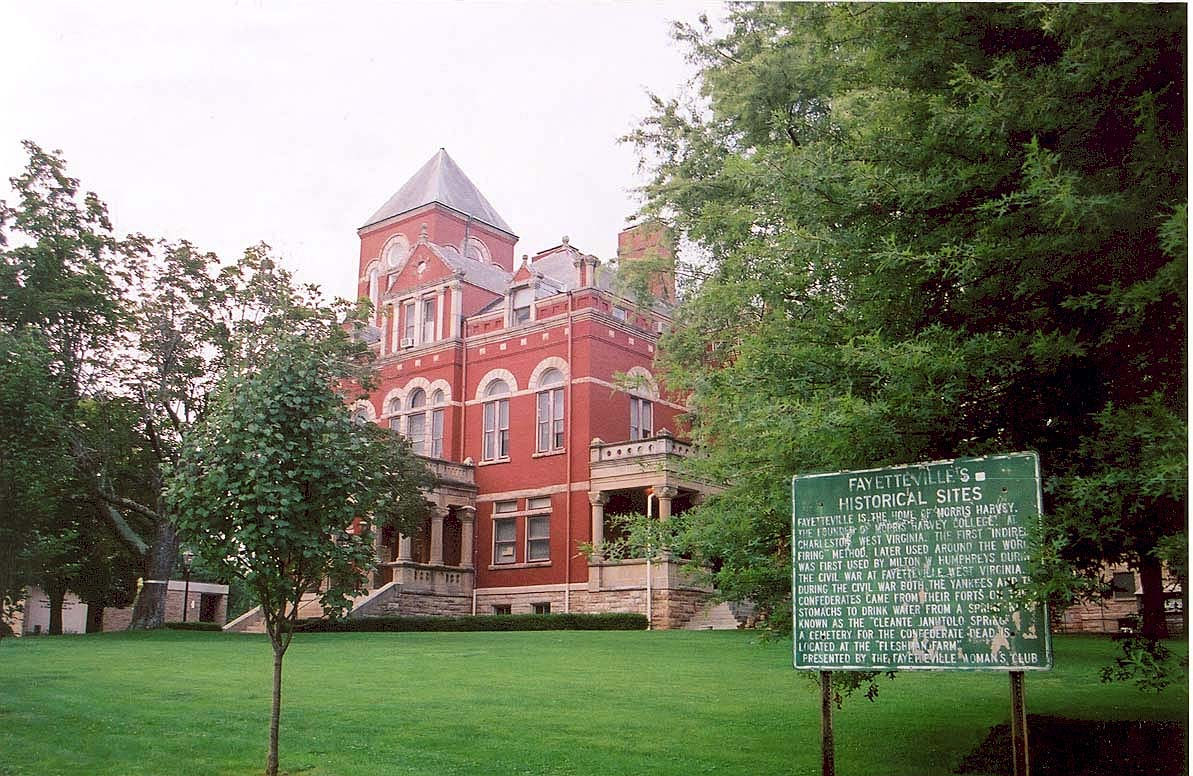
ファイエットビル町にあるファイエットビル郡庁舎

次のリストは郡内の未編入町であるが、これで全てではない。

### 未編入の町
| - アグニュー - アロイ - アルタ - ベアーズフォーク - ベックウィズ - ブーマー - ブーンズボロ - ブルックリン - ブラウン - キャネルトン - カーライル - チャールトンハイツ - チムニーコーナー - クリフトップ - コロンビア - コーリス - キュナード - ダニーズ - ディープウォーター - デンプシー | - ドーサン - イーグル - エドモンド - エルクリッジ - ファイエット - グレンフェリス - グレンジーン - グリーンズタウン - ハミルトン - ハーベイ - ハイコ - ヒルトップ - ヒルトンビレッジ - ホープウェル - ジョディ - カナーフォールズ - キンバリー - キンケイド - キングストン | - ランディスバーグ - ランシング - レイランド - ロックゲリー - ルックアウト - マックダン - マハン - マーベル - ミンデン - モンゴメリーハイツ - マウントカーボン - モッシー - ネイレン - ノースペイジ - ナットール - ナットールバーグ - オークリッジ - ペイジ | - パイングローブ - パウェルトン - プリンス - レッドスター - ロブソン - ラッセルビル - サンガー - スカーブロ - トニークリーク - ビクター - ホイップル - ウィノナ - リストン |

## 経済
ファイエット郡では昔から石炭鉱業が盛んであり、現在も地域の主要雇用主となっている。マウントホープの西、アメリカ国道19号線沿いにはジョージア・パシフィック製材所がある。アロイの町には大型の金属合金工場がある。ウェストバージニア州唯一の最大警備刑務所であるマウントオリーブ矯正施設も郡内にある。